# Nova Veneza (Santa Catarina)
Pour les articles homonymes, voir Nova Veneza.
Nova Veneza est une ville brésilienne du sud de l'État de Santa Catarina.

## Généralités
Fondée par Miguel Napoli, un entrepreneur italien venu des États-Unis, Nova Veneza grandit avec l'arrivée de 400 familles italiennes en 1891. L'année suivante, 500 familles supplémentaires arrivèrent en provenance de Bergame et Venise.

## Géographie
Nova Veneza se situe par une latitude de 28° 38' 13" sud et par une longitude de 49° 29' 52" ouest, à une altitude de 70 mètres.
Sa population était de 13 316 habitants au recensement de 2010. La municipalité s'étend sur 294 km2.
Elle fait partie de la région métropolitaine Carbonifère et de la microrégion de Criciúma, dans la mésorégion Sud de Santa Catarina.

## Administration
La municipalité est constituée de trois districts:
- Nova Veneza (siège du pouvoir municipal)
- Nossa Senhora do Caravagio
- São Bento Baixo

## Villes voisines
Nova Veneza est voisine des municipalités (municípios) suivantes :
- Bom Jardim da Serra
- Siderópolis
- Criciúma
- Forquilhinha
- Meleiro
- Morro Grande
- São José dos Ausentes dans l'État du Rio Grande do Sul